# Koncz Zsolt
Koncz Zsolt (Szentes, 1977. szeptember 18. –) magyar labdarúgóközéppályás.

## Pályafutása
2008-tól 2011-ig a Kecskeméti TE játékosa volt. Korábban több, jellemzően alföldi egyesületnél is szerepelt. A szentesi futsal-csapat meghatározó embere volt. 2008 nyarán ő lett a kecskeméti futsal-csapat vezetőedzője. Érdekesség, hogy babonából csak a meccsek napján borotválkozik.